# Bibliotheca Danica
|  | Bibliotheca danica er et katalog for danske udgivelser før 1830 |
Bibliotheca Danica er en bogsamling der indeholder både dansk skøn- og faglitteratur.
Foreningen Dansk Samfund i Holland etablerede bogsamlingen som del af den skandinaviske samling i Universiteit van Amsterdams bibliotek og er en af de to største samlinger af litteratur på dansk udenfor Danmarks grænser.[kilde mangler]
Den udmærker sig blandt andet ved værker af H.C. Andersen og Ludvig Holberg. Sidstnævnte omfatter blandt andet en omfattende samling af udgivelser af Holbergs arbejde på dansk, kombineret med et stort antal af tidlige udgivelser af nederlandske oversættelser.

## Eksterne links
- Om Bibliotheca Danica Arkiveret 20. august 2016 hos  Wayback Machine ("Collectie Scandinavistiek") hos Universiteit van Amsterdam

| Bogstak | Spire Denne biblioteksrelaterede artikel er en spire som bør udbygges. Du er velkommen til at hjælpe Wikipedia ved at udvide den. |